# Obereopsis basilewskyi
Obereopsis basilewskyi là một loài bọ cánh cứng trong họ Cerambycidae.